# Spathosternum brevipenne
Spathosternum brevipenne är en insektsart som beskrevs av Lucien Chopard 1958. Spathosternum brevipenne ingår i släktet Spathosternum och familjen gräshoppor. Inga underarter finns listade i Catalogue of Life.